# 安妮·屈勒宁
安妮·屈勒宁（芬蘭語：Anne Kyllönen，1987年11月30日—），芬兰女子越野滑雪运动员。她曾代表芬兰参加2014年冬季奥林匹克运动会越野滑雪比赛，获得女子4×5公里接力银牌。